# Mina Witkojc
Mina Witkojc, Lužiškosrbska novinarka in pesnica, * 28. maj 1893, Burg, Nemško cesarstvo, † 11. november 1975, Kolkwitz, Vzhodna Nemčija.

## Dela
- Dolnoserbske basni, Budyšin 1925
- Wĕnašk błośańskich kwĕtkow, Budyšin 1934
- K swĕtłu a słyńcu, Berlin 1955
- Prĕdne kłoski, Berlin 1958
- Po drogach casnikarki, Budyšin 1987